# Purandokht
Purandokht, også kaldet Buran (død 631) var en persisk dronning af sassanide-ætten. Hun regerede mellem 630 og 631. Hun var en af to kvindelige monarker i Persien. Hun var datter af Khosrau 2. og tiltrådte tronen efter mordet på usurpatoren Shahrbarz, som havde afsat og myrdet hendes broders søn. Hun gjorde store men mislykkede forsøg på at styrke centralmagten. Hun efterfulgtes af sin søster, Azarmidokht.